# Panzano (Monfalcone)
Panzano (Pansàn in dialetto bisiaco) è un rione della città di Monfalcone, nato negli anni venti come villaggio operaio a servizio del cantiere navale.
Fin dagli inizi e oggi ancora, il villaggio di Panzano è un nucleo abitativo quanto più autonomo e indipendente dal centro della città di Monfalcone.

## La storia del villaggio operaio
Il quartiere residenziale di Panzano, nasce attorno all'inizio del Novecento per ospitare i lavoratori del cantiere navale, aperto dai fratelli Cosulich nel 1908.
Proprio nel 1908 viene presentata al Comune di Monfalcone la richiesta di costruire un alloggio da destinare agli operai (quello che sarà l'albergo operai). Nello stesso anno nascono le prime abitazioni, ma senza un vero progetto di villaggio.
Nel 1913 si costituisce l'Associazione Edile di Utilità Pubblica che formula una prima ipotesi di villaggio operaio e realizza un vero e proprio progetto per la costruzione del quartiere, in collaborazione con l'ingegner Dante Fornasir. Inframmezzata dal progredire del primo conflitto mondiale, l'espansione urbanistica è continuata a singhiozzo sino agli anni venti, quando, tra il 1922 e il 1925, sono stati presentanti dei progetti più completi dei precedenti. L'edificazione del villaggio ha avuto un boom fino agli anni trenta, nonostante l'inaugurazione vera e propria del quartiere sia avvenuta nel 1927.
Il progetto finale prevedeva la realizzazione di una zona di residenza per gli operai, per gli impiegati, per i dirigenti e di tutta una serie di servizi e di strutture dedite allo svago.
Il progetto non previde la costruzione di un luogo di culto, data la presenza dell'antico santuario della Beata Vergine Marcelliana.
A servizio dell'abitato e del cantiere navale, ben prima dell'inizio dei lavori del quartiere operaio, fu previsto anche l'escavo di un canale che raggiungesse comodamente gli assi viari cittadini, oltre che fungere da canale di irrigazione: nascevano in questo periodo il canale  "de' Dottori" (1905) e il canale navigabile "Eugenio Valentinis" (1908), naturale prosecuzione di collegamento al mare del canale de' Dottori.

## Struttura e servizi
Il villaggio di Panzano, alla fine del suo processo di sviluppo ed edificazione, si componeva delle seguenti unità abitative:
- 195 case con 900 abitazioni a servizio degli operai dipendenti del cantiere e delle relative famiglie;
- 46 ville per i dirigenti del cantiere;
- Un albergo di 700 stanze per gli operai celibi ("albergo operai"). L'albergo fu costruito nel 1920 su progetto dell'ingegner Fornasir e al suo interno presentava numerosi servizi, quali sale da gioco, biblioteca, sala ginnastica e barbiere;[7]
- Un albergo di 120 stanze per gli impiegati celibi ("albergo impiegati"). L'albergo è anch'esso nato negli anni venti.[8]

Per quanto riguarda i servizi dedicati alla vita e allo svago dei residenti, tra le realizzazioni principali si ricordano:
- Il teatro Euripide, poi distrutto durante la Seconda Guerra Mondiale;
- Il campo sportivo, intitolato a Costanzo Ciano;
- Bagni pubblici;
- L'ufficio postale;[9]
- La farmacia e il presidio ospedaliero;[9]
- I "bagni di spiaggia", oggi Panzano Bagni. Distaccati dal nucleo abitativo, erano la spiaggia per i dipendenti del cantiere e luogo dove i figli dei dipendenti trascorrevano l'estate in colonia;
- Le botteghe e il mercato coperto di via Pisani;
- Una scuola dell'infanzia e una scuola primaria;[9]
- Una "fattoria", un'agraria a servizio esclusivo del rifornimento di generi alimentari per il cantiere e il quartiere (nella zona dell'odierna via dell'agraria)[1];
- Un servizio di rete idrica per la distribuzione dell'acqua potabile, servizio piuttosto moderno per l'epoca.

## Il rione oggi

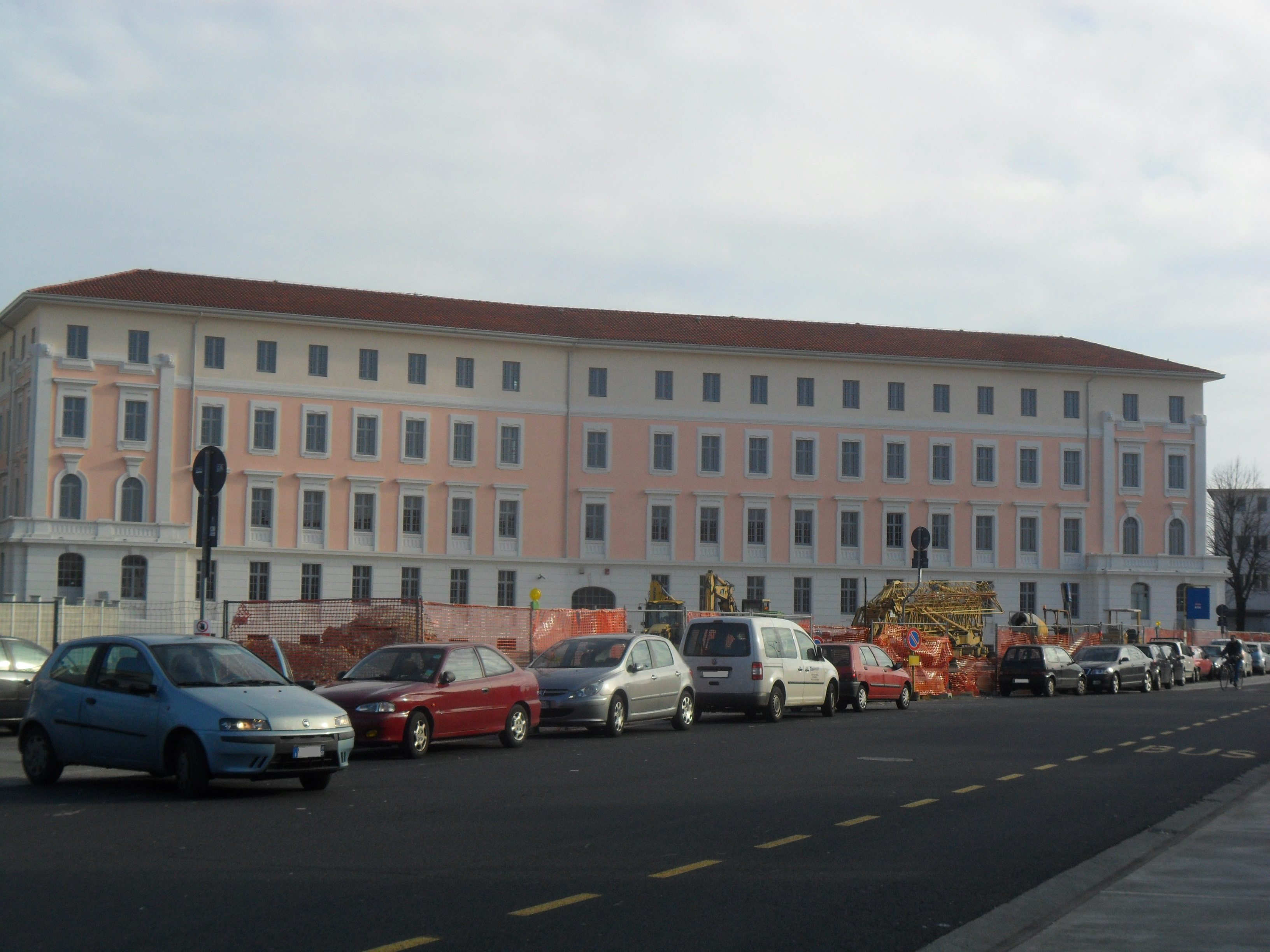
L'ex albergo operai durante la ristrutturazione.

Panzano, oggi, è uno dei 5 rioni della città di Monfalcone.
Il rione è stato oggetto di un attento e scrupoloso restauro durato decine di anni, che ha provveduto a ripristinare progressivamente le strutture e i servizi offerti dal progetto originale.
Attualmente, molte delle ville per gli operai, in particolare quelle di via Callisto Cosulich, sono state completamente restaurate e mantengono la propria funzione abitativa. Stesso discorso vale anche per le ville dei dirigenti, che hanno anche mantenuto le proprie particolari architetture.
Gli alberghi sono stati entrambi restaurati e ripristinati: nel dettaglio, l'albergo impiegati è stato completamente restaurato nel 2009 e oggi ricopre nuovamente la funzione alberghiera per la quale era stato creato; l'albergo operai, invece, è stato oggetto di restauro un paio di anni dopo e oggi ospita, al pianterreno il Museo della Cantieristica (MuCa), mentre ai piani superiori è presente una struttura alberghiera e vi saranno trasferiti degli uffici del cantiere navale di Fincantieri.
Anche gran parte dei servizi e degli svaghi offerti sono tuttora esistenti: il campo sportivo è stato restaurato e ricopre ancora oggi la sua originaria funzione; l'area delle botteghe di via Pisani è stata anch'essa recuperata ed è ancora dedicata alle botteghe e al commercio come un tempo.
Per quanto riguarda la fattoria, questa non esiste più; mentre la torre dell'acquedotto, sebbene in disuso, resta uno dei simboli del quartiere.
In generale, nonostante sia stato completamente recuperato, il quartiere operaio di Panzano a tutt'oggi non pullula di attrattive o di aree commerciali, ma è ancora a distanza di un secolo la "città nella città" a servizio del cantiere navale, costituendo uno dei migliori esempi al mondo di company town.

## La baia di Panzano
Il nome di Panzano si può trovare anche sulle carte geografiche del luogo. Infatti, nel golfo di Trieste ha luogo la baia di Panzano, che corrisponde all'area marina attorno Monfalcone che ha come limiti Punta Sdobba e Duino-Aurisina. È curioso notare che la baia non è intitolata alla città di Monfalcone bensì al rione, probabilmente anche in onore del cantiere navale.